# Kanton Saint-Étienne-du-Rouvray
Der Kanton Saint-Étienne-du-Rouvray ist seit 1982 ein französischer Wahlkreis für die Wahl des Départementrats im Arrondissement Rouen im Département Seine-Maritime in der Region Normandie. Das Bureau centralisateur befindet sich in Saint-Étienne-du-Rouvray.

## Gemeinden
Der Kanton besteht aus zwei Gemeinden und Gemeindeteilen mit insgesamt 34.300 Einwohnern (Stand: 1. Januar 2022) auf einer Gesamtfläche von 38,83 km²:
| Gemeinde                        | Einwohner 1. Januar 2022 | Fläche km² | Dichte Einw./km² | Code INSEE | Postleitzahl |
| ------------------------------- | ------------------------ | ---------- | ---------------- | ---------- | ------------ |
| Oissel-sur-Seine                | 12.287                   | 22,19      | 554              | 76484      | 76350        |
| Saint-Étienne-du-Rouvray        | 22.013                   | 16,64      | 1.323            | 76575      | 76800        |
| Kanton Saint-Étienne-du-Rouvray | 34.300                   | 38,83      | 883              | 7631       | –            |

1. ↑   Nur der südöstliche Teil der Gemeinde, der Rest gehört zum Kanton Sotteville-lès-Rouen.